# Guaduas (ort)
Guaduas är en ort i Colombia.   Den ligger i departementet Cundinamarca, i den centrala delen av landet, 80 km nordväst om huvudstaden Bogotá. Guaduas ligger 993 meter över havet och antalet invånare är 14 392.
Terrängen runt Guaduas är kuperad åt sydost, men åt nordväst är den bergig. Runt Guaduas är det ganska tätbefolkat, med 86 invånare per kvadratkilometer. Närmaste större samhälle är Villeta, 15,0 km öster om Guaduas. I omgivningarna runt Guaduas växer i huvudsak städsegrön lövskog.